# Stop AAPI Hate
Stop AAPI Hate è un'organizzazione non-profit che gestisce lo Stop AAPI Hate Reporting Center, il quale traccia episodi auto-segnalati di odio e discriminazione contro gli asioamericani e gli isolani del Pacifico (in inglese Asian Americans (and) Pacific Islanders, anche abbreviato con la sigla AAPI).

## Storia
La Stop AAPI Hate nacque nel 2020 in seguito al propagarsi della pandemia di COVID-19, che  portò a episodi di xenofobia nei confronti degli asiatici residenti negli USA. La Stop AAPI Hate venne fondata da un consorzio composto da tre gruppi, ovvero la AAPI Equity Alliance (precedentemente A3PCON), la Chinese for Affirmative Action (CAA) e l'Asian American Studies Department (AAS) della San Francisco State University; i leader fondatori della  Stop AAPI Hate furono Manjusha P. Kulkarni, Cynthia Choi e Russell Jeung.
La Stop AAPI Hate operò dapprima e solamente in California. Inizialmente, i suoi ricercatori analizzarono i dati inerenti a casi di xenofobia portati dal COVID risalenti tra la fine di gennaio 2020 e la fine di febbraio 2020. Il gruppo si rivolse quindi al governatore della California e all'ufficio del procuratore generale dello stato chiedendo che le agenzie statali rispondessero alla crescente minaccia di discriminazione. Sebbene il governatore e altri membri del governo condannassero il razzismo, non formarono alcuna area in cui raccogliere delle segnalazioni dedicata ai casi di xenofobia. La Stop AAPI Hate decise quindi di inaugurare lo Stop AAPI Hate Reporting Center, un sistema comunitario e non governativo che riporta ogni segnalazione.
Il 23 febbraio 2021 la legislatura della California promulgò la legge AB 85, che prevede anche un finanziamento di 1.4 milioni di dollari destinata alla Stop AAPI Hate.
La rivista Time inserì Kulkarni, Choi e Jeung nella sua lista delle cento persone più influenti dell'anno per «essersi unite ad altre organizzazioni BIPOC per trovare misure di giustizia riparativa in modo che i diritti civili -per tutti i gruppi vulnerabili- ricevano la protezione che meritano».